# リディア・トンプソン
リディア・トンプソン （英語: Lydia Thompson、1838年2月19日生 – 1908年11月17日）は、イングランドのバーレスクパフォーマー、ダンサー、コメディアン、女優、舞台プロデューサーである。多数のバーレスクに出演したスターで、ヴィクトリア朝のバーレスクに残した足跡の大きさゆえに「バーレスクの女王」と称される。
1850年代、十代の頃からまずはイギリスで、次は大陸ヨーロッパでダンスやパントマイムの演者として舞台に立った。その後、ロンドンの舞台でバーレスクのダンサー及び女優としてトップスターになった。1868年には自らのカンパニーであるブリティッシュ・ブロンズを率いてヴィクトリア朝のバーレスクをアメリカ合衆国に紹介し、大きな称賛を浴びるとともにそのスキャンダラスな演目で悪名も博した。1890年代にはキャリアが下り坂になったが、20世紀初頭まで舞台に立ち続けた。

## 生い立ち
1838年2月19日、イライザ・トンプソンとしてロンドンのコヴェント・ガーデンにあるブリッジズ・ストリートで生まれた。父はフィリップ・トンプソン（1801年頃生–1842年没）、母はイライザ・トンプソン（旧姓クーパー）である。父はパブであるシェリダン・ノウルズの所有者だった。トンプソンはこの夫妻から生まれた子供のうち、生き残った3名の真ん中であった。父は1842年に亡くなり、母はエドワード・ホッジズと再婚し、のちに女優となるクララ・ブレイシーが生まれた。14歳になる前にトンプソンは家を離れ、プロのダンサーとして舞台に立つようになった。
1852年にハー・マジェスティーズ劇場のコール・ド・バレエメンバーになった。翌年にはヘイマーケット劇場で上演されたパントマイム『ハーレクィンと3頭のクマ、またはリトル・シルヴァーヘアと妖精たち』(Harlequin and the Three Bears, or, Little Silverhair and the Fairies) でソロであるリトル・シルヴァーヘアの役を演じた。1854年にはトンプソンはジェイムズ・プランシェ作のエクストラヴァガンザである『ミスター・バックストーンの世界一周旅行』 (Mr Buckstone's Voyage Round the Globe) に出演した。同年にセント・ジェイムズ劇場でトマス・セルビー作のバーレッタ（喜歌劇）である『スペインのダンサー』 (The Spanish Dancers) に出演して有名なダンサーであるセニョーラ・ペレア・ナナの真似をし、広く注目を集めるようになった。『タイムズ』はこの演目を全く評価していないが、トンプソンのパフォーマンスを称賛し、以下のように述べている。「これはバーレスクというわけではなかった。ある素晴らしいダンサーがまた別の素晴らしいダンサーを踏襲し、模範となる対象の息吹をつかみ、大胆な動きで向こうを張るといったものであった。ミス・トンプソンの若さと美しさはアンダルシアの妙技にさらなる花を添えた」。クリスマスにはヘイマーケット座でパントマイム『小さなボー・ビープ、またはハーレクィンと羊をなくした少女』 (Little Bo Peep, or, Harlequin and the Girl who Lost her Sheep) に出演した。

## スターとして

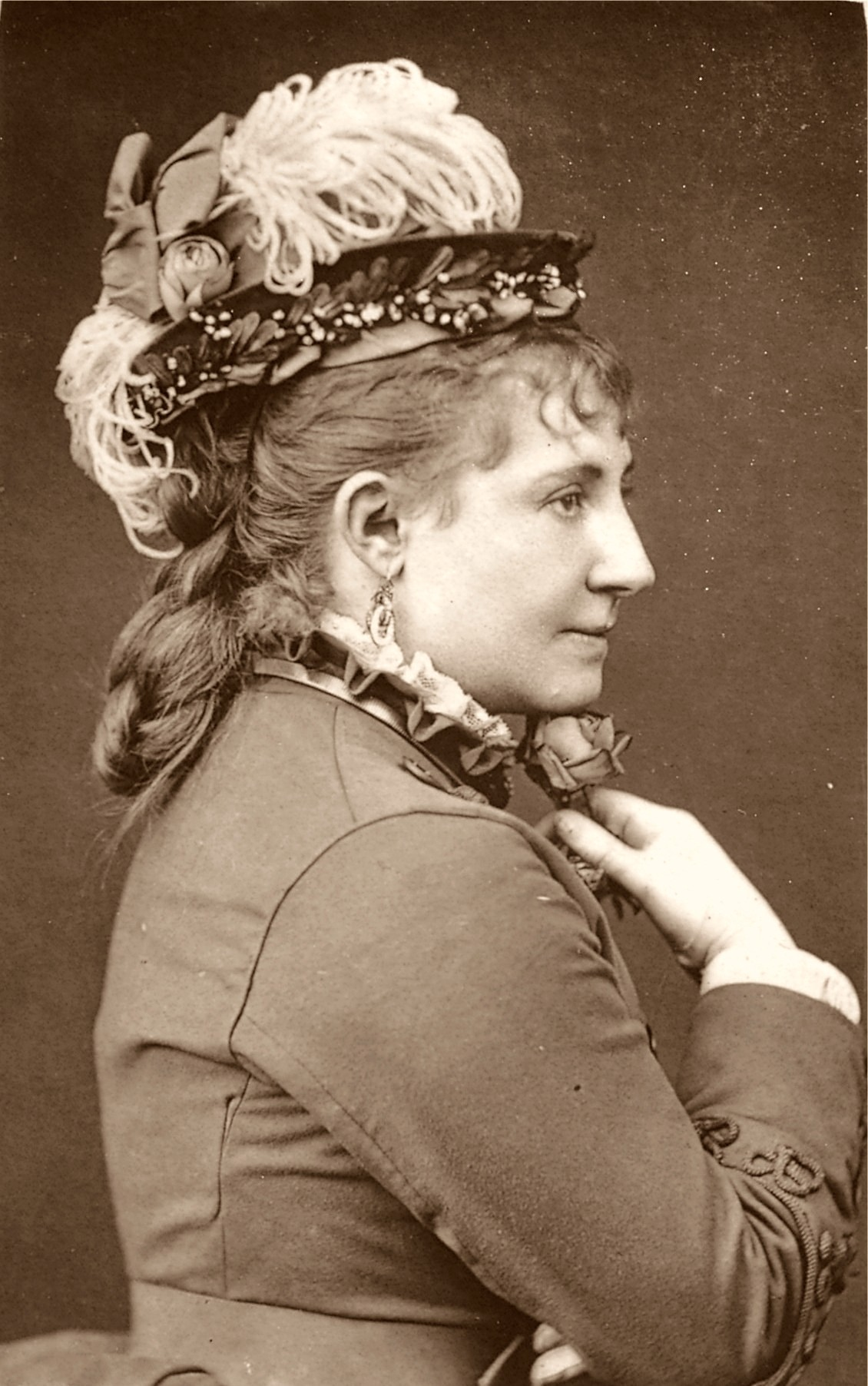
リディア・トンプソン

まだ十代であったが、トンプソンは1856年から3年ほどヨーロッパ大陸を巡業し、ロシア、ドイツ、フィンランドなどで公演した。このツアーでトンプソンは「ハイランド・フリングやホーンパイプを含むダンスの機敏さと、本人の魅力、明るい性格ゆえに称賛を勝ち得た」。1859年の夏にロンドンに戻ったが、その頃までには『タイムズ』はトンプソンのことを「イングランドで最も卓越したダンサーのひとり」と見なすようになっていた。
1859–60年冬のシーズンでは、セント・ジェイムズ劇場に戻って『キューピッドのはしご』 (Cupid's Ladder) や『白鳥の湖』風のエクストラヴァガンザである『白鳥とエドガー』(The Swan and Edgar) 、レスター・バッキンガムによるバーレスク『ヴァージナス』、バレエ笑劇『魔法の玩具』 (Magic Toys) 、『黒い目のスーザン』 (Black-Eyed Susan) などに出演した。1860年にはダブリンのクイーンズ劇場で『魔法の玩具』に出演して人気を博した。1861年にはエドマンド・ファルコナーの喜劇『女、または世に背く愛』 (Woman, or, Love Against the World) 初演でノラを、また『赤ずきん』 (Little Red Riding Hood) でブロンディネットを演じ、1862年にはディオン・ブーシコーの『うるわしの娘』(The Colleen Bawn) のバーレスク版であるウィリアム・ブラフの『うるわしの娘ついに落ちつく』 (The Colleen Bawn Settled at Last) にも出演した。
トンプソンは1863年に馬術教師のジョン・クリスティアン・ティルベリーと結婚し、すぐに娘のゼフィが生まれた。出産の数ヶ月後にはトンプソンは舞台に戻った。ジョンは結婚の15か月後、1864年に固定障害競走の事故で亡くなった。1864年、アレクサンダー・ヘンダーソン（1828年生–1886年没）が経営する、バーケンヘッドに新しくできた劇場であるシアター・ロイヤルのこけら落としでフランシス・バーナンドのバーレスク『イクシオン』初演のタイトルロールをつとめた。その後、リヴァプールにあるプリンス・オヴ・ウェールズ劇場でヘンダーソンとともに公演を行い、スクワイア・バンクロフトやヘンリー・アーヴィングなどと共演した。トンプソンはバーレスクの「主役の少年」を得意としており、「魅力的な外見で、歌もうまく、本当にあざやかなダンサーで、舞台に出ている時は場面に命を吹き込むような存在だった」という。1866年から1868年にはドルリー・レイン劇場でレオ・ドリーブの『6名が夫求む』  (Wanted Husbands For Six / Six Demoiselles à marier) のソフォニスバを演じた他、『金襴の陣』 (The Field of the Cloth of Gold) のダーンリー役をつとめた。『金襴の陣』はイギリスのバーレスク史上でも最大のヒット作となった。

## アメリカ巡業

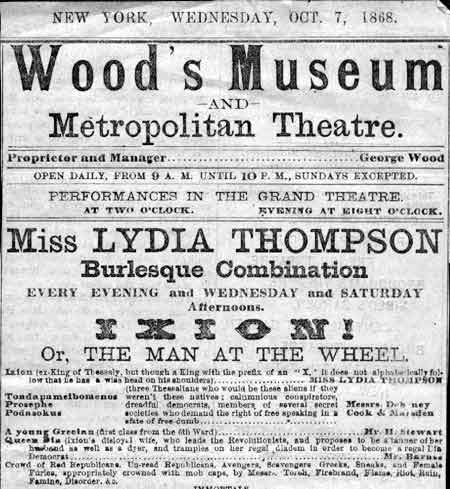
『イクシオン』 (1868年) のプログラム

1868年にトンプソンはアレクサンダー・ヘンダーソンと結婚し、夫のマネジメントのもとで舞台に出演するようになった。トンプソンとヘンダーソンは8月にアメリカ合衆国へと渡航し、魅力的なショーガールたちを擁するブリティッシュ・ブロンズ一座としてニューヨークのウッズ・ミュージアムで神話のパロディ作品『イクシオン』を上演した。「ブリティッシュ」つまりイギリスの一座と銘打っていたが、アメリカ人のパフォーマーを雇うこともあった。最初はブーイングを受けることもあったが、トンプソンは鋭敏なビジネス感覚を発揮し、ブリティッシュ・ブロンズは商業的に大成功することとなった。笑いや諷刺、性的なジョークなどにダンスや音楽を組み合わせたバーレスクは、イギリスの観客には既になじみのあるものであったが、アメリカの観客には目新しいものとして受け止められ、ブリティッシュ・ブロンズ一座の出し物は1868-1869年のニューヨークの舞台シーズンで最も人気のある演目になった。ショーではパフォーマーと観客が交流するような演出も取り入れられた。『イクシオン』の他にトンプソンの一座がアメリカで上演した作品としてはH・B・ファーニーによる『アリババと40人の盗賊』のバーレスク版である『40人の盗賊』(Forty Thieves) や『青ひげ』のバーレスク版である『青髭』(Bluebeard) がある。アメリカ合衆国での公演は地方巡業を含めて6年に及んだ。ブリティッシュ・ブロンズでキャリアをはじめたパフォーマーとしては、女優のポーリン・マーカム、リサ・ウェバー、ローズ・コグラン、コメディアンのウィリー・エドゥインなどがいる。 

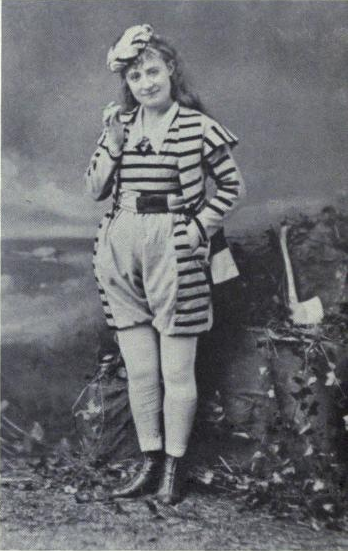
1869年に『40人の盗賊』に出演した時のリディア・トンプソン。

一方でブリティッシュ・ブロンズ一座の上演は19世紀の感覚からすると露骨に性的な要素を含んでいたため、批判も受けた。肌の色と同じタイツをはき、短いスカートを履き、異性装も行うショーガールたちのパフォーマンスはスキャンダラスなものと考えられ、ニューヨーク当局はスカートを長くするよう申し入れをした。脚線美を見せるだけの猥褻で不自然なショーであるとしばしばメディアで批判された。牧師などの保守的で敬虔な男性からは道徳的に問題視される一方、オリーヴ・ローガンなどのサフラジストは性の商品化を批判した。ブリティッシュ・ブロンズ一座はグラマラスで肉感的なショーガールをそろえており、ほっそりした女性を美しいと見なしていた1860年代アメリカの美意識も逆撫でするものであった。男装してイクシオンなどの役柄をパワフルに演じるトンプソンは、保守的な人々にとっては「「解放された」現代女性に関する恐怖」を体現するような存在でもあった。『タイムズ』は一座のショーを「男性らしさのばかげたパロディ」と呼んだ。『ニューヨーク・タイムズ』は常にバーレスクへの嫌悪を示しており、「イギリスのバーレスク退場」("Exit British Burlesque") という見出しでバーレスクの終演を願う記事を出したこともある。最初は女性客もいたが、ニューヨークではあまりにも悪名が高くなりすぎたため中流階級や女性の観客がバーレスクを敬遠するようになり、ブリティッシュ・ブロンズ一座は街を離れてツアーに出ざるを得なくなった。

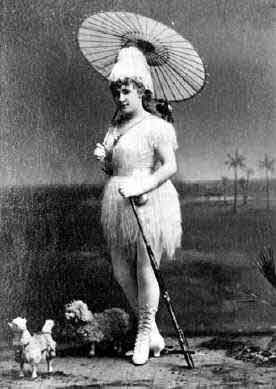
『ロビンソン・クルーソー』のリディア・トンプソン (1870年頃)

『シカゴ・タイムズ』の編集長だったウィルバー・F・ストーリーは、ブリティッシュ・ブロンズがシカゴで公演を行った際、手厳しくトンプソンと一座を攻撃したため、一座はストーリーを「嘘つきの臆病者」だと糾弾する札を作った。その後、1870年2月24日にトンプソン、夫のヘンダーソン、一座のメンバーであるポーリン・マーカムがストーリーをむちで殴ったため、メンバーは逮捕され、罰金刑に処された 。トンプソンによると、これはストーリーが「女性に使うには最もいやらしい蔑称」を用いてトンプソンを中傷したからであるという。この事件はかえって一座の宣伝になり、知名度があがった。

## 後期のキャリア

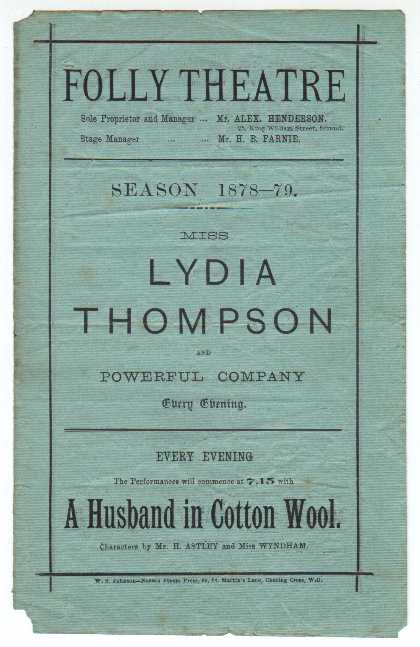
フォリー劇場のプログラム

トンプソンと一座は1874年にイングランドに帰国し、既にアメリカでヒット作となっていたH・B・ファーニーの『青髭』(Bluebeard)や同じくファーニーの『ロビンソン・クルーソー』、パントマイム『40人の盗賊』、ロバート・リースの『カルメン、あるいは歌で売られて』( Carmen, or, Sold for a Song) などに出演した。『青髭』でのトンプソンの演技は『イラストレイテッド・スポーティング・アンド・ドラマティック・ニュース』で称賛され、トンプソンはひとたびは死にかけたジャンルであるバーレスクの救世主だと評された。 
1876年にヘンダーソンはフォリー劇場を購入し、トンプソンを主演とする『青髭』でこけら落としをした。その後の数年間でトンプソンは数回アメリカに行っており、人気は衰えなかった。トンプソンは2年ほど引退していたが、1881年には笑劇『ダスト』(Dust) のミセス・キングフィッシャー役でカムバックしている。1880年代初めまでにはトンプソンとヘンダーソンは実質的な夫婦関係を解消していたが、80年代にも仕事は一緒に行っている。
1886年にヘンダーソンが死ぬと、トンプソンは再びニューヨークに赴き、さらに1888-1889年の冬のシーズンと1891年にもアメリカで公演を行った。1887年にはロンドンのストランド劇場で自らマネジメントを手がけるようになり、コミックオペラ『モカのサルタン』 The Sultan of Mochaを上演した。その後、フランスのヴォードヴィル・オペレッタである『バベット』(Babette, 1888)に出演したが、役に声があっていないと評された。アメリカにおける最後の出演は1894年の『社会の皮』(The Crust of Society) で、助演をつとめた。 1985年にはロンドンでジョージ・エドワーズのエドワード朝ミュージカルコメディ『画家のモデル』(An Artist's Model) に出演し、1899年5月2日のロンドンでの慈善興行ではウィリアム・S・ギルバートの『結婚行進曲』(The Wedding March) に顔を出した。ギルバートがトンプソンのために書いた韻文の「別れの挨拶」も朗唱したという。最後の出演は1904年、ヴィクトル・ユゴーの『リュイ・ブラス』の翻案である『王妃のロマンス』(A Queen's Romance) で、アルバカーキ公爵夫人を演じた。
トンプソンは1908年11月17日、ロンドンで70歳で亡くなった。ケンサル・グリーン墓地に埋葬されている。

## 評価と影響
トンプソンはダンスに秀で、舞台上では非常にカリスマのあるパフォーマーだった。一方で舞台を降りると「優しく、流されやすい」ところもある性格だったと言われている。
ヴィクトリア朝のバーレスクを代表するスターであるため、「バーレスクの女王」と称される。トンプソンはアメリカのバーレスクに極めて大きなインパクトを与えており、ブリティッシュ・ブロンズ一座のアメリカ上陸から1938年頃まで、ニューヨークでは毎シーズン、トンプソンの演目から影響を受けていると思われる作品が上演されていた。トンプソンが持ち込んだバーレスクとミンストレル・ショーをベースに、マイケル・B・レーヴィットは1870年にレンツ・サントリー・ノヴェルティ・アンド・バーレスク・カンパニーを結成し、女性がスカートをまくって踊るような当時としてはスキャンダラスな演目を上演した。ロバート・C・アレンは、トンプソンがアメリカに持ち込んだパワフルな女性像がその後の女性パフォーマーに及ぼした影響について、「リディア・トンプソンは比喩的な意味でソフィ・タッカーやメイ・ウエストの母であり、ベット・ミドラーの祖母である」と述べている。

リディア・トンプソンとブリティッシュ・ブロンズ一座のバーレスクは、19世紀後半の社会通念からすると受け容れがたいほど積極的で解放的な女性像を提示していた。一座のショーで披露される大胆な台詞や、かえって女性の身体が露わになるような艶っぽい男装は、ヴィクトリア朝風のジェンダー規範に挑戦するものであった。一方でブリティッシュ・ブロンズは「過激派」ではなく、「視覚のレベルでは男性の欲望に訴えかけるような」パフォーマンスを行っていた。トンプソンが演じたロビンソン・クルーソーは「短いスカートと襟ぐりの深い衣装」で肌を露わにし、「観客の欲望」を刺激するようなものであった。

## 親族
娘のゼフィ・アグネス・リディア・ティルベリーは女優になり、最初はロンドンの舞台に立っていた。のちに映画で活躍するようになり、『怒りの葡萄』（1940年）では祖母の役を、『タバコ・ロード』（1941年）ではグランマ・レスターの役を演じた。
妹のクララ・T・ブレイシーも女優で、最初は舞台女優としてギルバート・アンド・サリヴァンの作品などに出演し、オーストラリアでも活躍していた。その後サイレント映画で活動するようになり、D・W・グリフィスの『ピッグ横丁のならず者』（1912年）などに出演した。